# Orthopsyche catherinae
Orthopsyche catherinae là một loài Trichoptera trong họ Hydropsychidae. Chúng phân bố ở miền Australasia.